# Magda Aelvoet
Magdalena (Magda) Aelvoet, née à Steenokkerzeel le 4 avril 1944 est une femme politique belge néerlandophone.

## Biographie
Elle siégea pendant la 47e législature de la Chambre des représentants. Elle a présidé le groupe des Verts au Parlement européen. Elle fut la vice-Première ministre d'Agalev dans le premier Gouvernement de Guy Verhofstadt, jusqu'à ce que la base de son parti politique la contraigne à la démission (été 2002), en raison de son attitude passive, lorsque Louis Michel, ministre francophone (qui avait le pouvoir de le faire sans en parler au Gouvernement), octroya la licence d'exportation d'armes au Népal produites en Région wallonne  et l'annonça au gouvernement.

## Carrière politique
- membre de la Chambre des représentants de 1970 à 1980
- sénatrice provinciale d'Anvers de 1985 à 1991
- députée fédérale de Louvain de 1991 à 1994
  - membre du Vlaamse Raad
- membre du parlement européen de 1994 à 1999
- députée fédérale de 1999 à 1999
- ministre fédérale des consommateurs, santé publique et environnement de 1999 à 2002
- ministre d'Etat (depuis 1995)

## Décorations

### Belgique
- Commandeur de l'ordre de Léopold[1]